# Na (Kana)
な, in Hiragana, oder ナ in Katakana, sind japanische Zeichen des Kana-Systems, die beide jeweils eine Mora repräsentieren. In der modernen japanischen alphabetischen Sortierung stehen sie an 21. Stelle. Die Form beider Kana ist vom Kanji 奈 abgeleitet und beide stellen [na] dar.
| Form                    | Rōmaji      | Hiragana        | Katakana        |
| ----------------------- | ----------- | --------------- | --------------- |
| Normal s- (さ行 sa-gyō) | na          | な              | ナ              |
| Normal s- (さ行 sa-gyō) | naa nā, nah | なあ, なぁ なー | ナア, ナァ ナー |

## Strichfolge

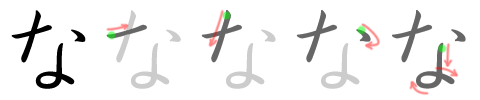
Strichfolge für な

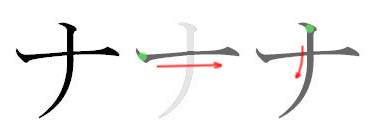
Strichfolge für ナ

## Weitere Darstellungsformen
- In japanischer Brailleschrift:

- Der Wabun-Code ist ・－・.
- In der japanischen Buchstabiertafel wird es als „名古屋のナ“ (Nagoya no Na) buchstabiert.